# Pavetta valetonii
Pavetta valetonii är en måreväxtart som beskrevs av Cornelis Eliza Bertus Bremekamp. Pavetta valetonii ingår i släktet Pavetta och familjen måreväxter. Inga underarter finns listade i Catalogue of Life.